# Abbaye Saint-Amand-et-Sainte-Bertille de Marœuil
L'abbaye Saint-Amand-et-Sainte-Bertille de Marœuil est une abbaye augustinienne fondée en 935 par Fulbert, évêque de Cambrai et Arras, à Marœil-lez-Arras (Maroleum ou Maraculum s. Amandi), et dédiée à saint Amand et sainte Bertile

## Histoire
- en 977 le roi Lothaire répara l'abbaye, alors cooupée par des chanoines séculiers. Le diplôme du roi est perdu[3].
- en 1132 Alvise, évêque d’Arras, les convertit en chanoines réguliers.
- en 1135 ils sont unis à la congrégation d'Arrouaise.
- en 1792 la Révolution française entraîne la fermeture de l'abbaye.

## Personnalités Liées
- Bertile de Marœil († 697) canonisée le 8 octobre 1081, fille de Ricomer et de Gertrude seigneurs des Atrébates.

## Monuments historiques
- Une chapelle à Sainte-Bertille rue de Louez à Marœuil est inscrite au titre des monuments historiques le 3 décembre 1987[4].